# Lam Ara Tunong
Lam Ara Tunong is een bestuurslaag in het regentschap Aceh Besar van de provincie Atjeh, Indonesië. Lam Ara Tunong telt 470 inwoners (volkstelling 2010).